# Boeing 747-400 Large Cargo Freighter
Dimensions
Le Boeing 747 Large Cargo Freighter (LCF), également surnommé Dreamlifter, est un Boeing 747-400 dont quatre exemplaires ont été modifiés et utilisés pour le transport de pièces d'avions entre les différents fournisseurs de Boeing. Il est comparable aux Airbus A300-600ST Beluga et A330-743L Beluga XL.

## Historique
Le 13 octobre 2003, Boeing annonce qu'au vu de la durée des livraisons par bateau, le transport aérien sera la méthode principale de transport des éléments du 787 (alors désigné par le code 7E7). Trois 747-400 pour passagers doivent être agrandis pour pouvoir embarquer des assemblages de pièces à destination d'Everett depuis les fournisseurs japonais et italiens.
Le Dreamlifter a un fuselage en forme de bulbe, concept déjà utilisé sur le Super Guppy et l'Airbus A300-600ST Beluga, appareils également utilisés pour le transport d'ailes ou de grandes sections de fuselage. Il contient trois fois le volume du 747-400F (version cargo du 747-400). Contrairement aux 747 cargos dont le nez s'ouvre pour charger la marchandise, le Dreamlifter s'ouvre par la queue.
La conversion en LCF, mise au point par les bureaux d'étude moscovites de Boeing, en partenariat avec Gamesa Aeronautica en Espagne, est effectuée à Taïwan, dans les ateliers d'Evergreen Aviation Technologies (en). Boeing a déjà acquis six 747-400 de seconde main, le premier chez Air China, les deux suivants chez China Airlines et, un autre, chez Malaysia Airlines. Il s'agit, entre autres, des appareils N747BC (serial 25879), N780BA (serial 24310), N249BA (serial 24309) et N718BA (Serial 27042). Un total de quatre appareils a finalement été modifié.
Il est plus économique pour Boeing d'acheter des avions et de les convertir plutôt que de les fabriquer entièrement. En effet, après avoir modifié un avion existant, les tests à passer pour obtenir les certifications nécessaires (notamment de la part de la FAA) sont moins contraignants. Si Boeing avait construit entièrement le LCF, l'avion aurait dû subir des années de développement et de tests comme chaque nouvel appareil introduit sur le marché. Dès lors, le LCF n'est pas un avion produit directement par Boeing et ne sera pas vendu à d'éventuels clients : seul Boeing l'utilisera.
En juin 2006, Boeing annonce que le premier chargeur de fret DBL-110, employé pour placer les pièces de 787 dans le LCF est prêt. Ces appareils sont construits par la société française TLD à Sherbrooke au Canada et sont les plus longs au monde.
En décembre 2006, Boeing annonce que le LCF sera également désigné Dreamlifter (en référence au 787 surnommé Dreamliner) et dévoile la livrée de l'appareil arborant le logo Dreamlifter dont le graphisme rappelle celui du Dreamliner.
En janvier 2007, le LCF n'avait pas encore reçu les certifications de la FAA. Celles-ci devaient être données début 2007, mais ont été repoussées de quelques mois. Les winglets ont été retirés car ils provoquaient des vibrations et plusieurs autres éléments doivent être améliorés avant la certification finale. Pendant ce temps, les trois appareils alors en service peuvent continuer à livrer des pièces. Le 4e exemplaire entre en service le 16 février 2010.
L'apparence étrange du Dreamlifter a engendré des comparaisons avec la Wienermobile et le Hughes H-4 Hercules.
À cause de ses formes disgracieuses et du fait que, pour des raisons de tests, il est longtemps resté sans peinture, le président de Boeing a présenté, sous forme de plaisanterie, des excuses à Joe Sutter, le « père » du 747 : « Pardon pour ce que nous avons fait de votre avion ».

## Opérations
Le premier 747-400 Large Cargo Freighter est sorti de son hangar de l'aéroport international Taiwan Taoyuan le 17 août 2006. Le premier test de vol s'est déroulé avec succès le 9 septembre suivant. Le 16 septembre 2006, N747BC arrive à Boeing Field pour terminer le programme de tests. Les tests de l'ouverture de queue basculante ont été pratiqués à l'usine Boeing d'Everett. Les premiers LCF entrèrent en service en 2007 pour participer à l'assemblage des premiers 787.
Les délais de livraison pour les ailes de 787 (construites au Japon) devraient être réduits de 45 jours à 8 heures. C'est Evergreen International Airlines (en) qui assure l'organisation de la flotte des LCF.
Durant un vol de test en novembre 2006, un Cessna 172 utilisé pour l'entraînement au vol est pris dans les turbulences d'un 747 LCF. Le petit appareil se retourne et perd 1 000 pieds (env. 305 mètres) avant que l'instructeur ne puisse reprendre le contrôle, à 150 pieds du sol (env. 45 mètres).

## Galerie

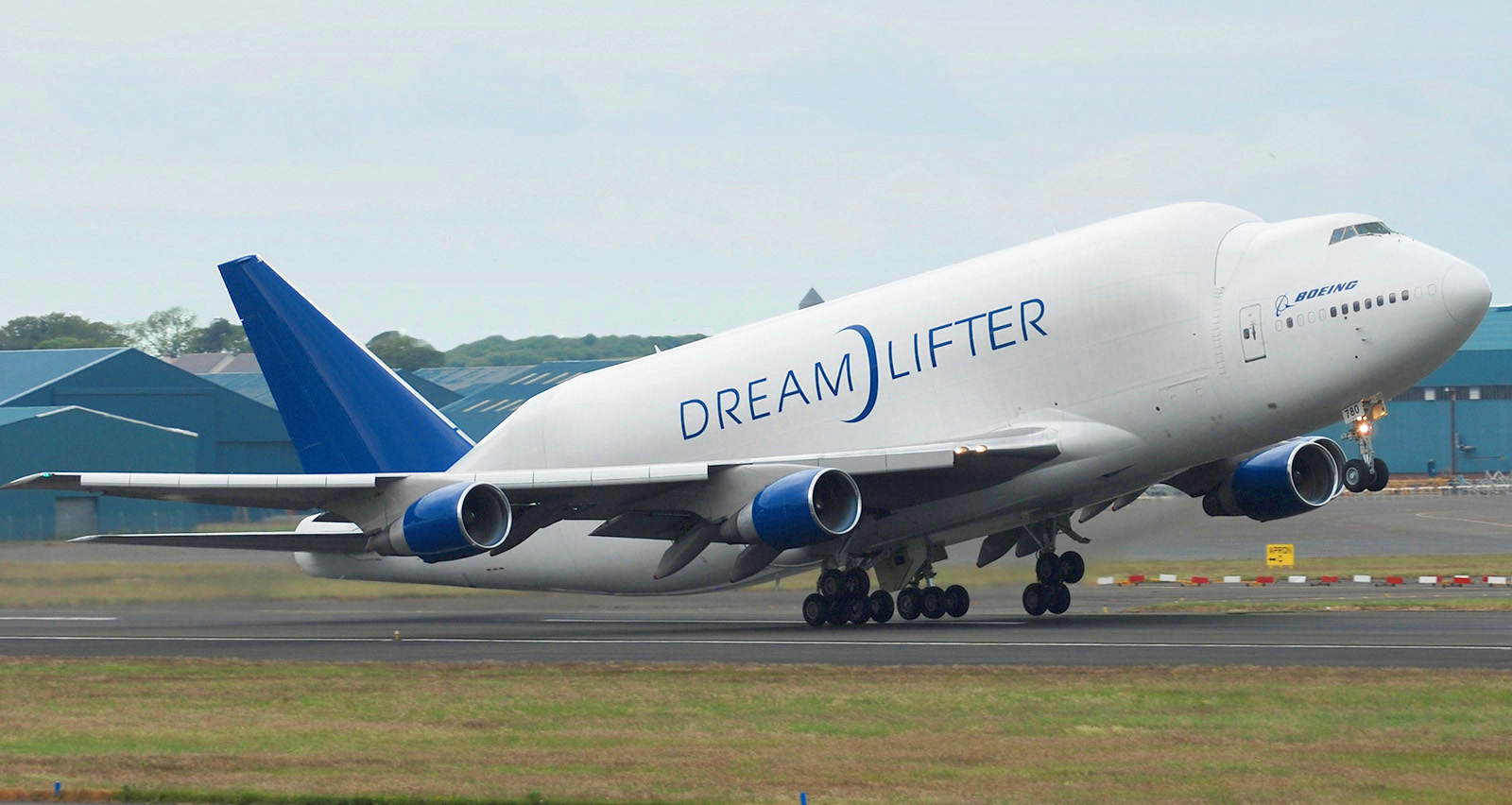
B747LCF Dreamlifter N780BA au décollage.
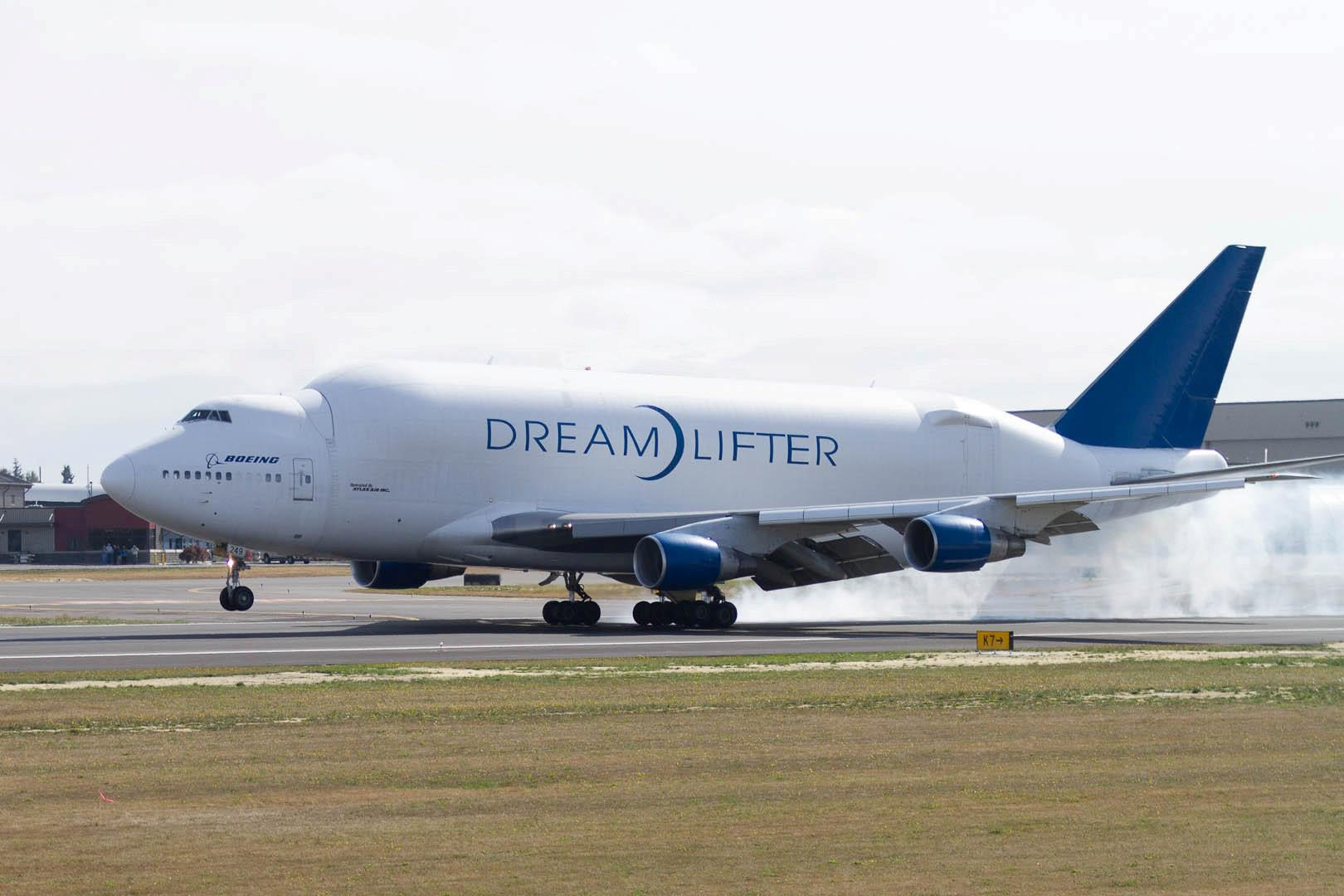
B747LCF Dreamlifter N249BA à l'atterrissage.
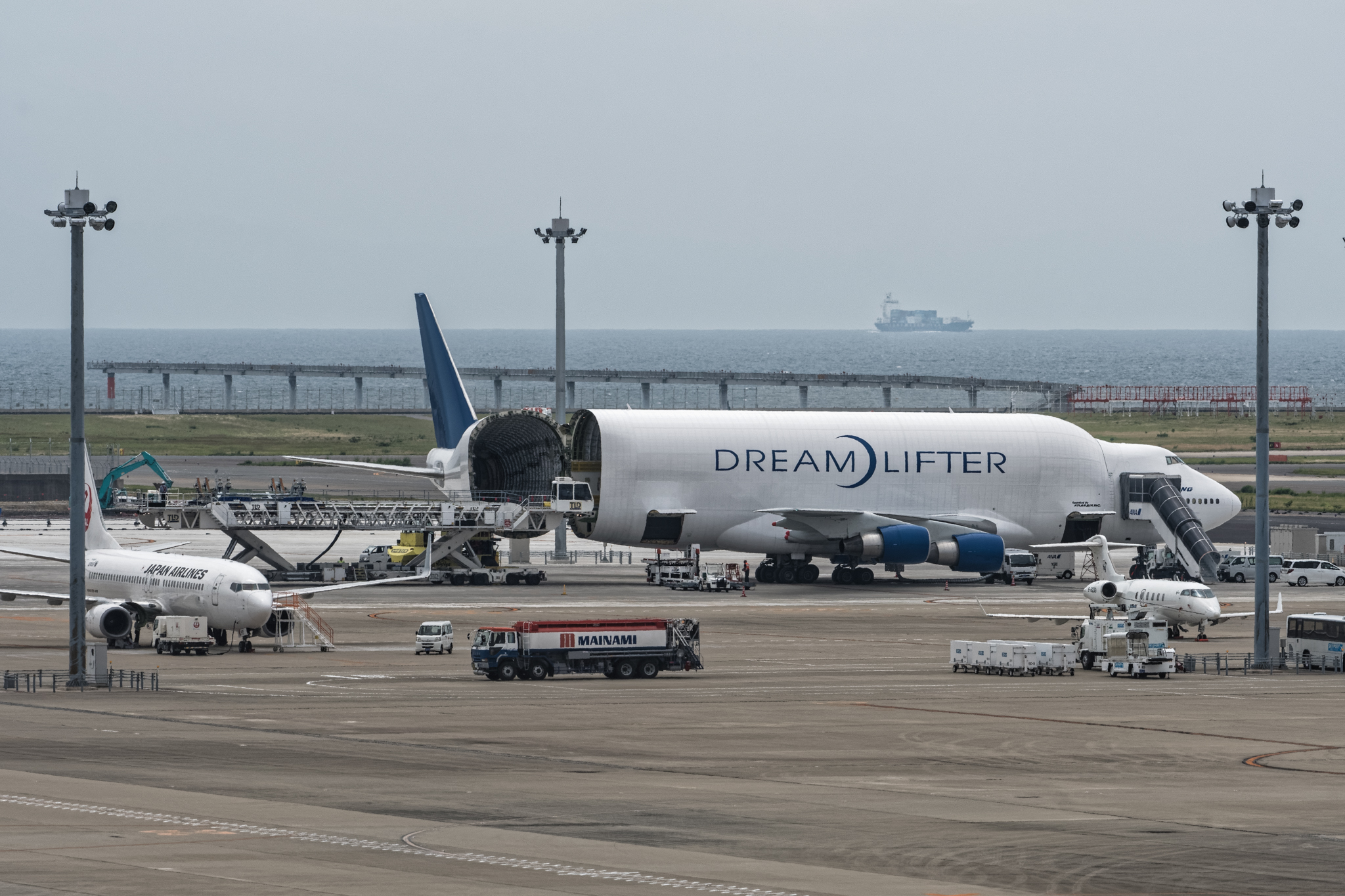
Un Dreamlifter fuselage ouvert.